# Kurt Suzuki
Kurt Kiyoshi Suzuki (Wailuku, 4 ottobre 1983) è un giocatore di baseball statunitense, ricevitore per i Los Angeles Angels della Major League Baseball.

## Carriera

### Minor League (MiLB)

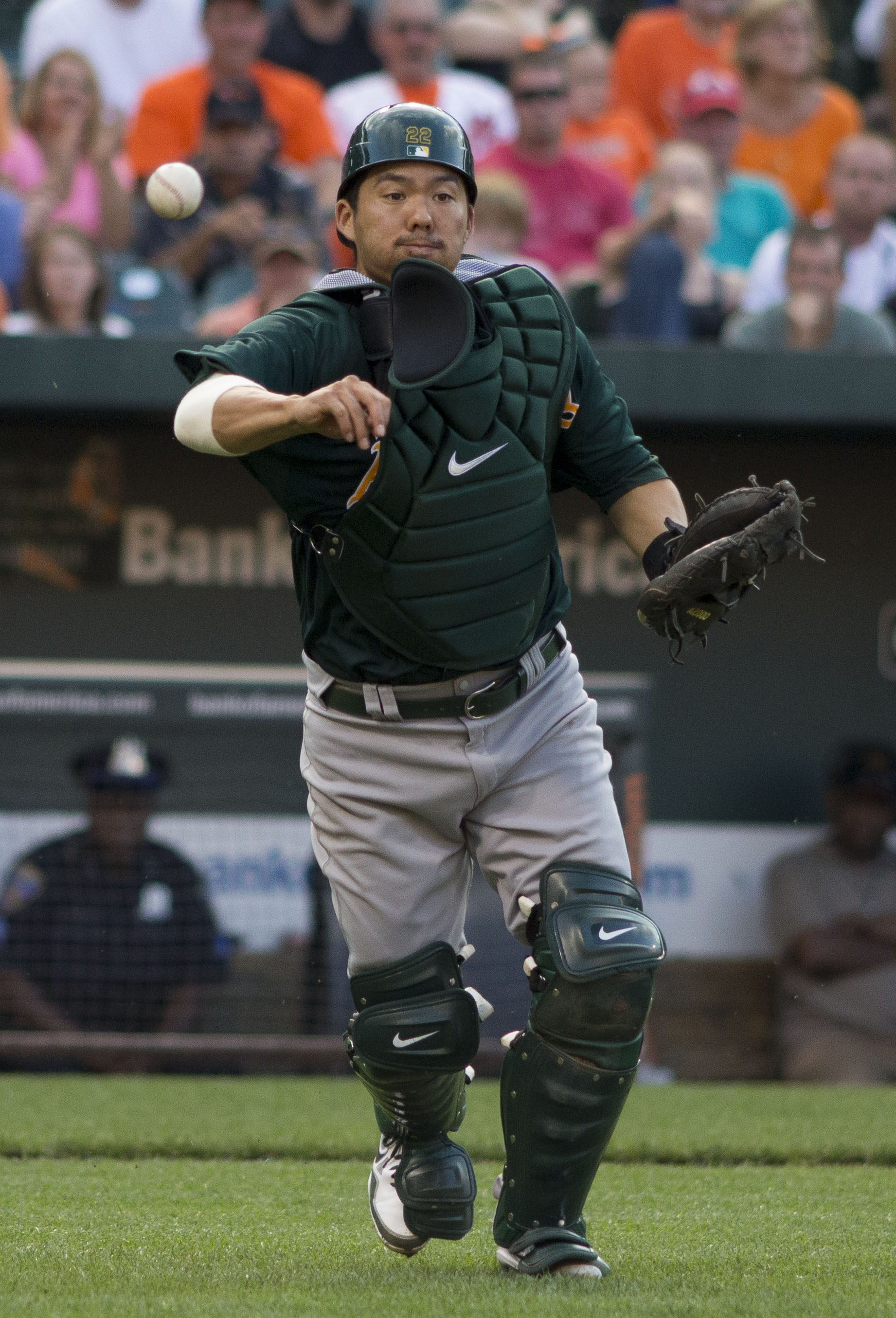
Suzuki con gli Athletics nel 2013

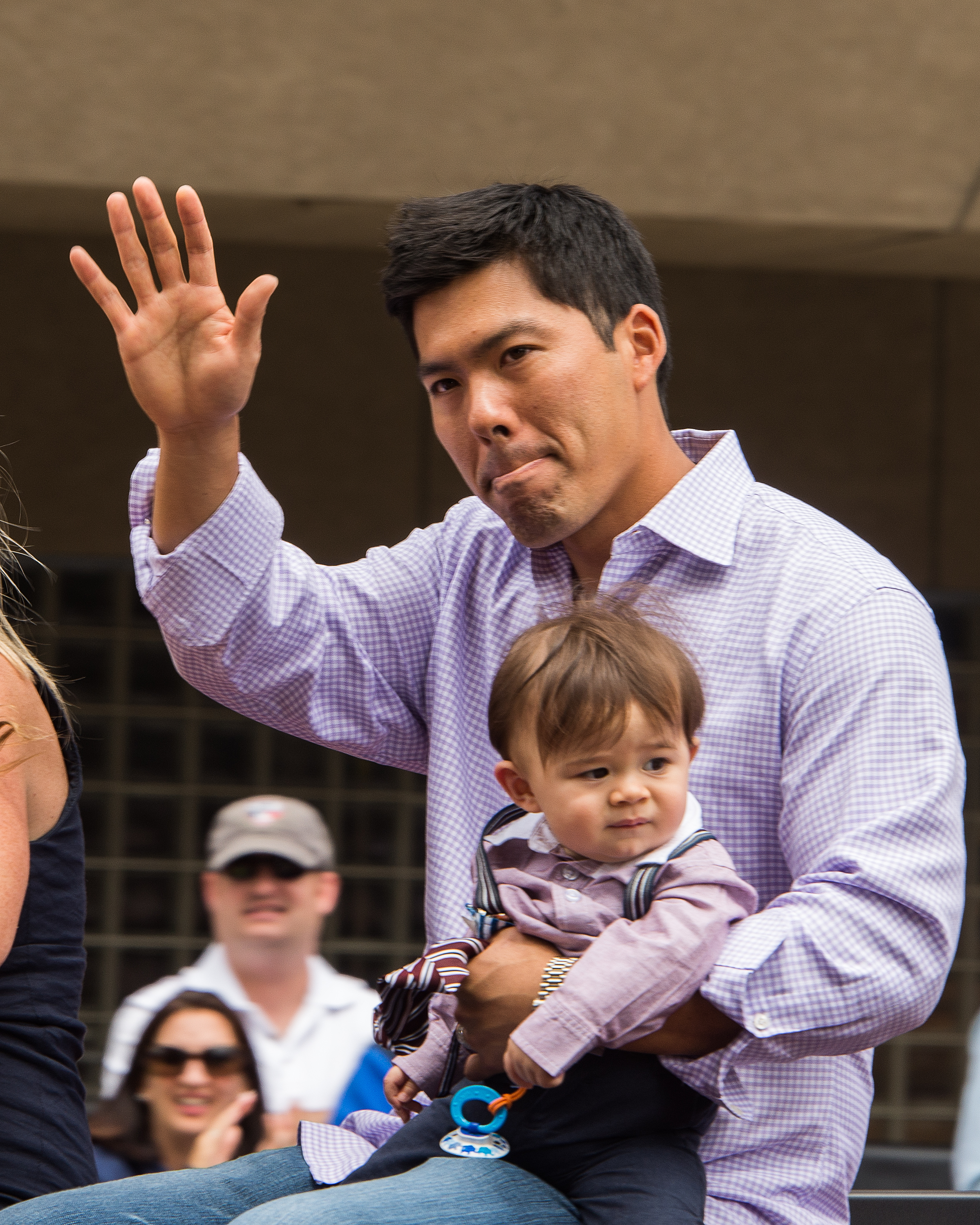
Suzuki nel 2014

Suzuki è nato a Wailuku nelle Hawaii, di origine giapponese è uno statunitense di quarta generazione. Frequentò la Henry Perrine Baldwin High School nella sua città natale. Dopo essersi diplomato, si iscrisse alla California State University di Fullerton, California e da lì venne selezionato nel 2º turno del draft MLB 2004 dagli Oakland Athletics, che lo assegnarono nella classe A-breve. Passò nel 2005 alla classe A-avanzata e nel 2006 venne promosso nella Doppia-A.

### Major League (MLB)
Suzuki debuttò nella MLB il 12 giugno 2007, al Minute Maid Park di Houston contro gli Houston Astros. Il 10 settembre, batté il suo primo grand slam, contro i Mariners. Concluse la stagione con 68 partite disputate nella MLB e 55 nella Tripla-A.
Il 23 luglio 2010, Suzuki rinnovò con gli Athletics con un contratto quadriennale dal valore complessivo di 16.25 milioni di dollari.
Il 3 agosto 2012, gli Athletics scambiarono Suzuki con i Washington Nationals per il giocatore di minor league David Freitas.
Il 22 agosto 2013, i Nationals scambiarono Suzuki nuovamente con gli Athletics per il giocatore di minor league Dakota Bacus. Al termine della stagione divenne free agent per la prima volta.
Il 23 dicembre 2013, Suzuki firmò un contratto con i Minnesota Twins. Nel 2014 venne convocato per la prima volta per l'All-Star Game. Il 31 luglio, Suzuki rinnovò con gli Athletics con un contratto biennale. Divenne free agent a stagione 2016 conclusa.
Il 30 gennaio 2017, Suzuki firmò un nuovo contratto di un anno per 1.5 milioni di dollari con gli Atlanta Braves. Il 23 settembre, Suzuki accettò un'estensione del contratto per un anno per 3.5 milioni di dollari con i Braves.
Il 20 novembre 2018, i Washington Nationals annunciarono l'ingaggio di Suzuki con un contratto biennale del valore complessivo di 10 milioni di dollari.
Il 23 ottobre 2019, Suzuki divenne il primo hawaiano a battere un home run durante le World Series. I Nationals vinsero il titolo battendo gli Houston Astros per quattro gare a tre. Divenne free agent al termine della stagione 2020.
Il 15 gennaio 2021, Suzuki firmò un contratto annuale del valore di 1.5 milioni di dollari con i Los Angeles Angels.

## Palmarès

### Club
- World Series: 1

Washington Nationals: 2019

### Individuale
- MLB All-Star: 1

2014
- Johnny Bench Award: 1

2004